# سام تروتون
سام تروتون (بالإنجليزية: Sam Troughton)‏ هو ممثل بريطاني، ولد في 21 مارس 1977 في المملكة المتحدة.

## أعمال

### أفلام
- (2004) المفترس ضد ألين[4][5][6][7]
- (2019) تشيرنوبيل

## وصلات خارجية
- سام تروتون على موقع IMDb (الإنجليزية)
- سام تروتون على موقع ألو سيني (الفرنسية)
- سام تروتون على موقع أول موفي (الإنجليزية)
- سام تروتون على موقع قاعدة بيانات الأفلام السويدية (السويدية)
- سام تروتون على موقع قاعدة بيانات الفيلم (الإنجليزية)
- سام تروتون على موقع كينوبويسك (الروسية)